# Bekasina větší
Bekasina větší (Gallinago media) je dlouhokřídlý pták z čeledi slukovití, který hnízdní v západní části palearktické oblasti a zimuje v subsaharské Africe. V Česku je mnohem běžnější příbuzná bekasina otavní, od které se bekasina větší liší podsaditějším tělem, kratším zobákem, více proužkovaným břichem a především bílými krajními ocasními pery. Bekasiny větší hnízdí na vlhkých loukách a svazích hor severní a východní Evropy a západní části asijského Ruska.

## Systematika
Druh poprvé vědecky popsal anglický ornitolog John Latham v roce 1787 pod názvem Scolopax media. Druh byl později přeřazen do rodu Gallinago. Vědecké jméno rodu pochází z novolatinského gallina, což znamená datel nebo sluka, a -ago, čili „připomínající“. Druhové jméno media je latinský název pro „střední“, což naráží na to, že bekasina větší je velikostně mezi datlem a bekasinou otavní. Jedná se o monotypický druh, tzn. nevytváří žádné poddruhy.

Vybraná dobová vyobrazení
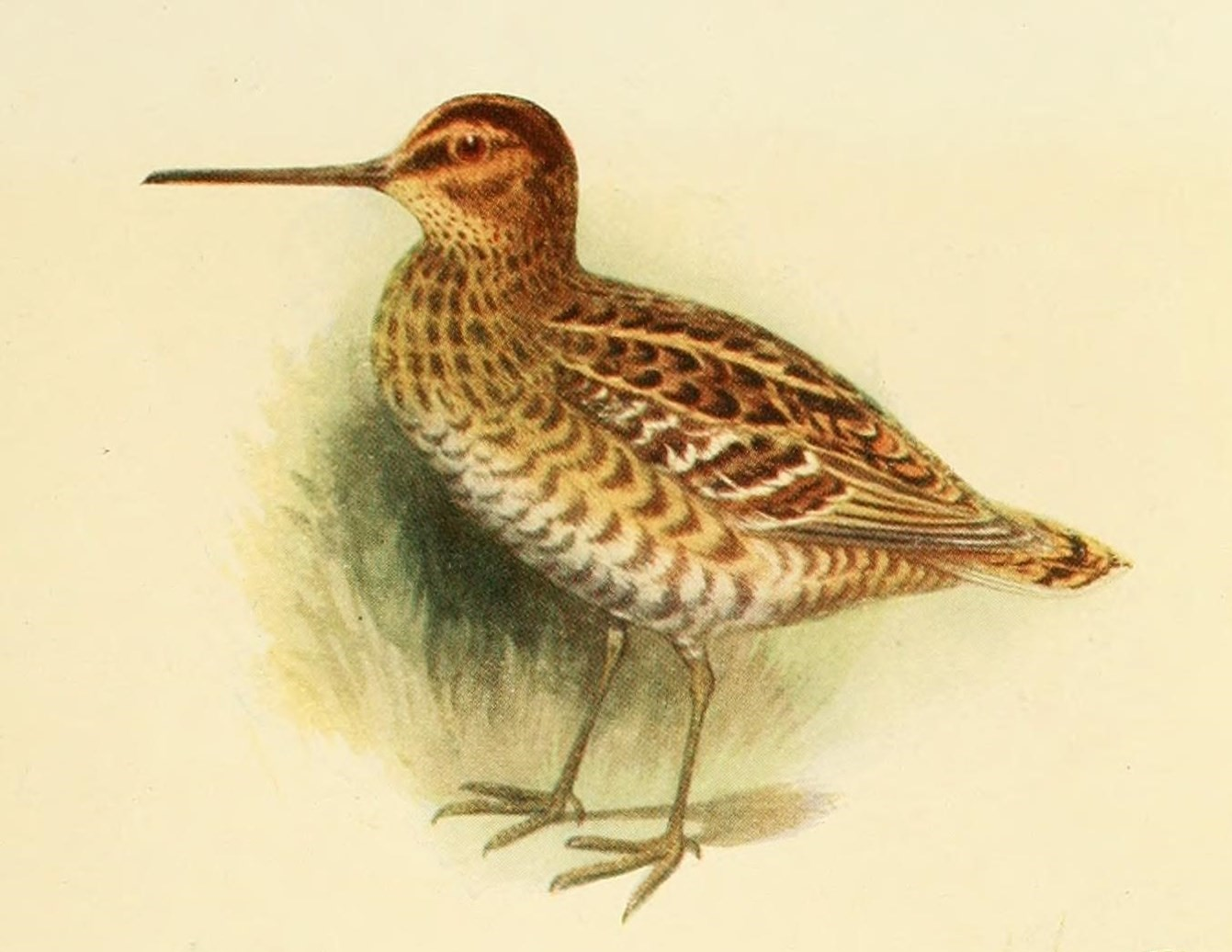
1922
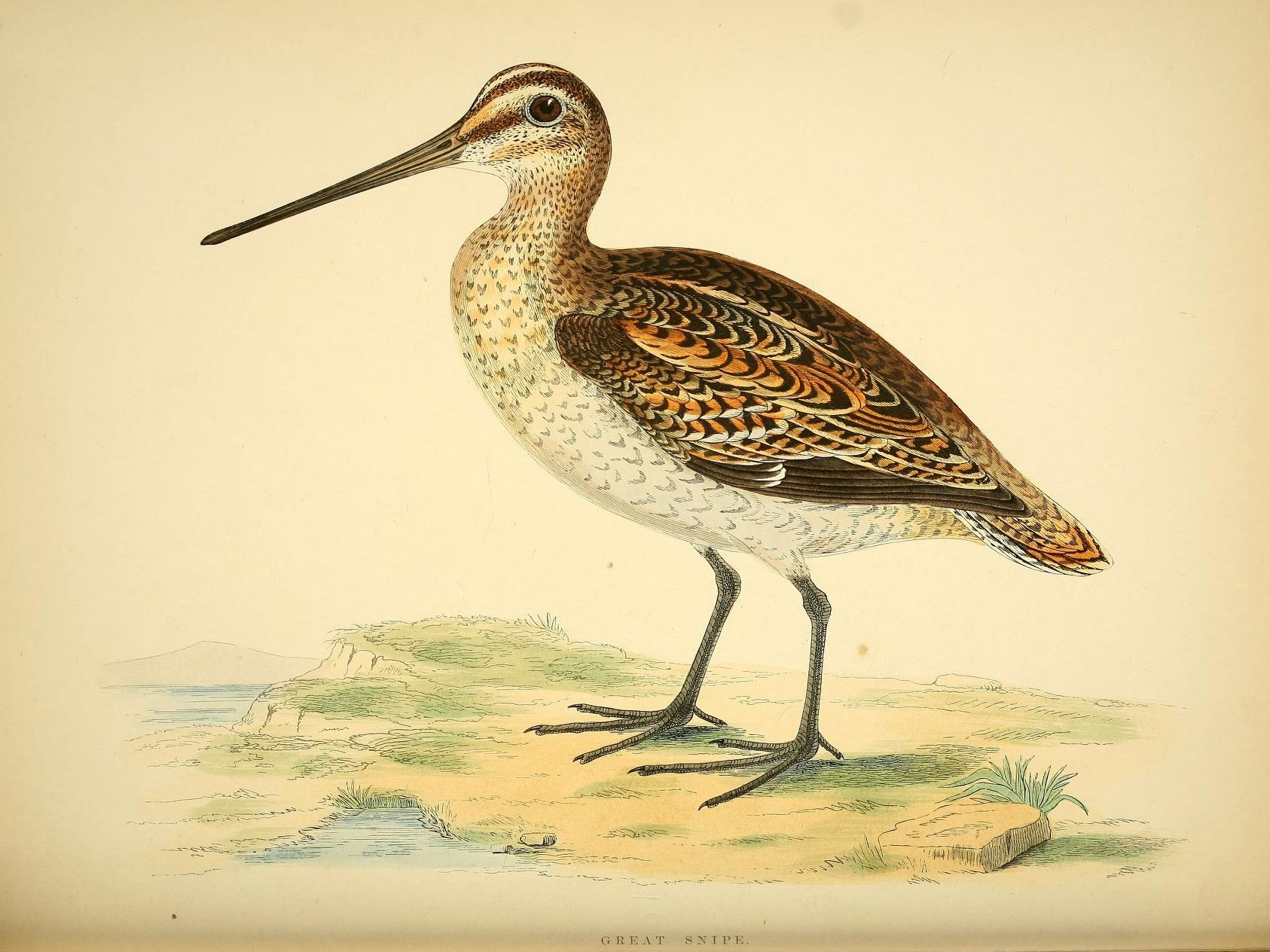
1855
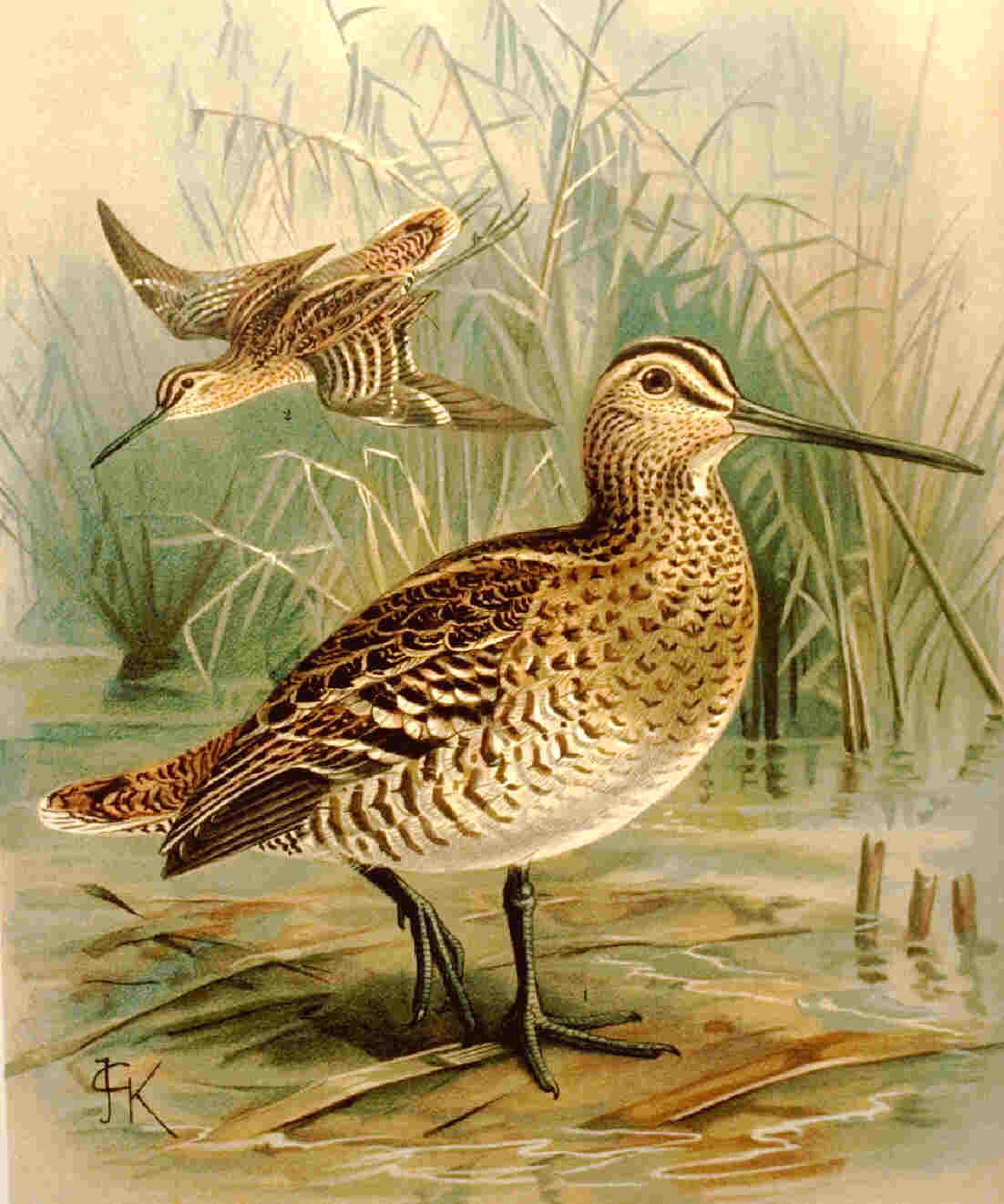
1905
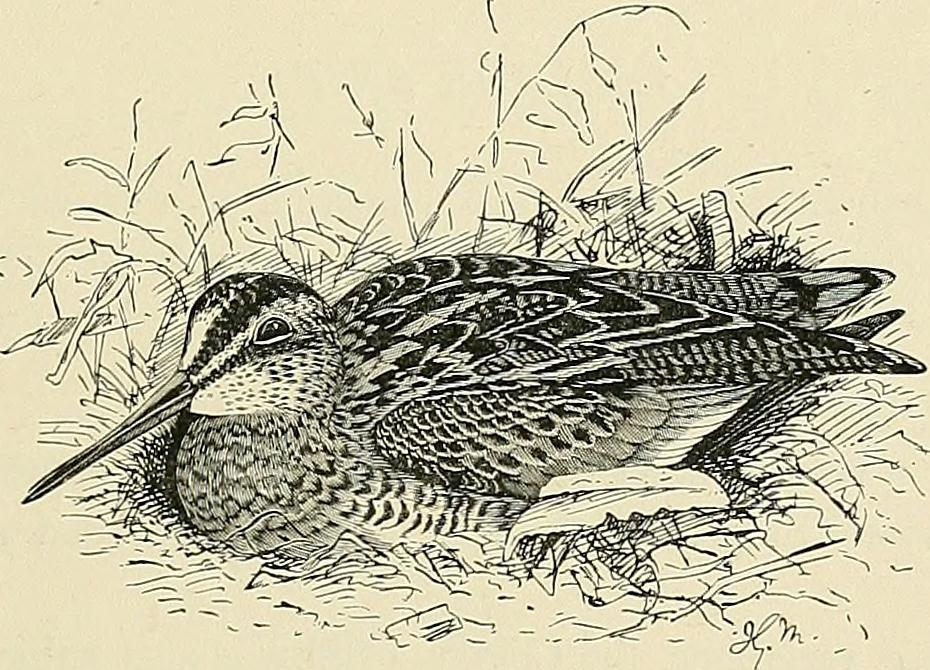
1888

## Popis

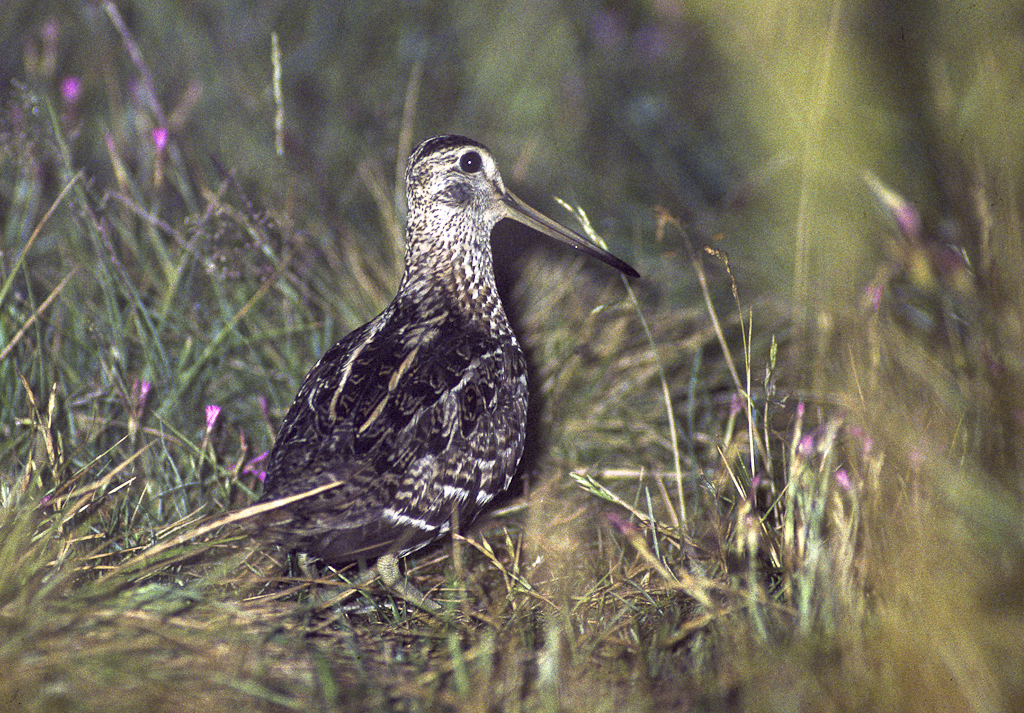
Bekasina větší v Polsku

Jedná se o krypticky zbarveného ptáka o délce těla kolem 270–290 mm. Křídlo je dlouhé kolem 139–155 mm, zobák 54–72 mm, běhák 32–40 mm a ocas 48–57 mm. Tělo je podsadité a hlava velká, zobák středně dlouhý. Jedná se o největší bekasinu západního Palearktu. Opeření je hnědo-šedo-černo-bílé s bohatými vzory. Výrazným rozpoznávacím znakem dospělců jsou bílé skvrny na krovkách a okrajích ocasu, které lze zpozorovat hlavně během přistávání. Křídla mají svrchu úzký bílý lem. Spodní část těla včetně stehen jsou silně pruhované, avšak světlé linie na hřbetu a ramenech jsou poměrně nevýrazné. Zobák je tmavě hnědý, u kořene nažloutlý či zelenavě hnědý. Duhovky jsou hnědé, nohy světle šedozelené nebo hnědožluté.
Nedospělé bekasiny mají na ocasu méně bílé, jinak jsou veškeré ostatní typy šatů identické. Oproti příbuzné bekasině otavní je větší, podsaditější, její zobák je kratší a let vyrovnanější. Při vzletu ve výšce kolem 5 m vydává s pomocí křídel dobře slyšitelný bzučivý zvuk.

## Výskyt

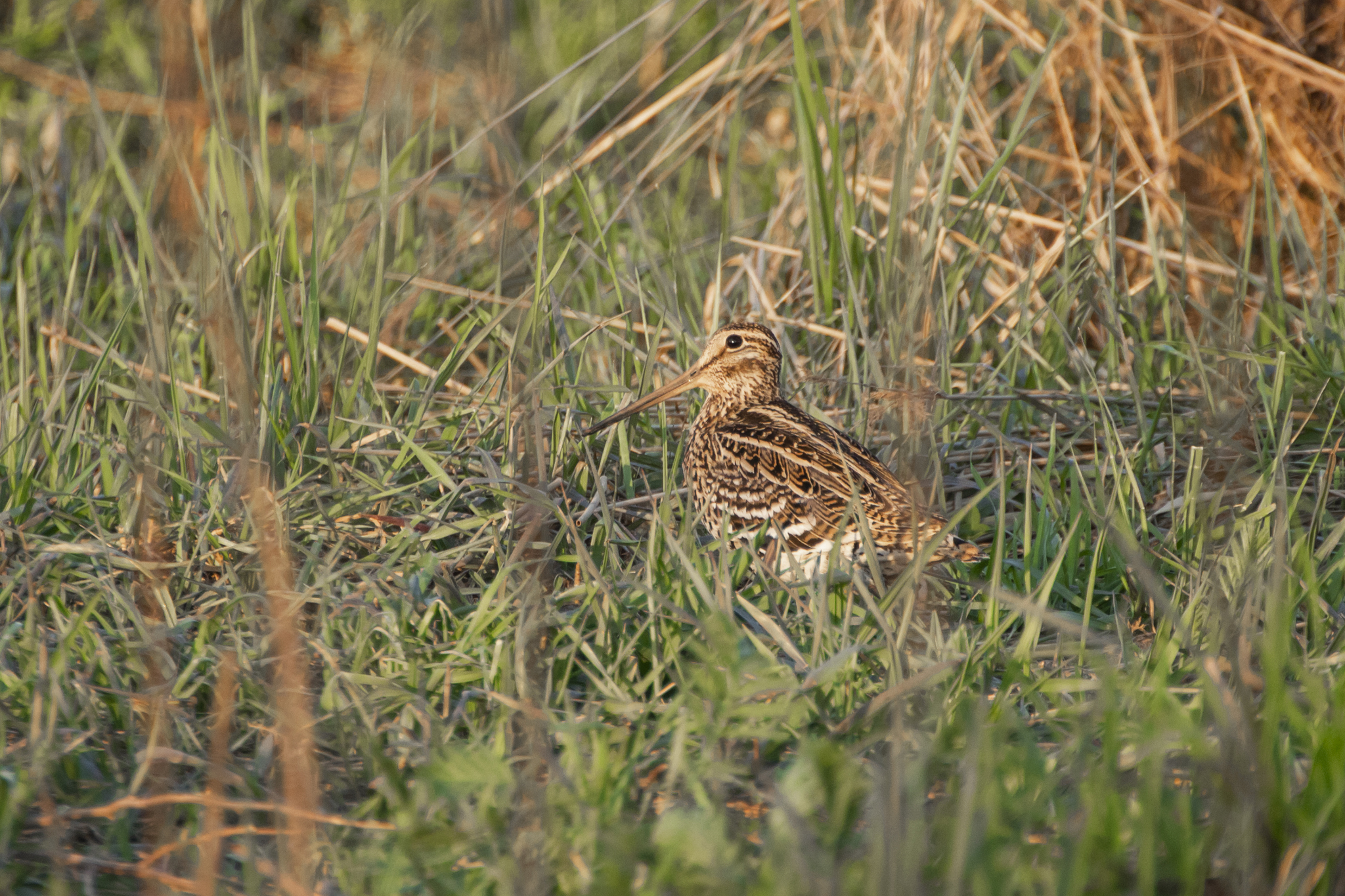
Bekasina větší v Rusku

Bekasina větší hnízdí v západním Palearktu. Většina hnízdišť je v Rusku až k 95° východní délky. Početná hnízdiště jsou i v Bělorusku a na Ukrajině. Z dalších států s hnízdícími populacemi lze jmenovat Polsko, Estonsko, Litvu, Lotyšsko, Finsko, Švédsko a Kazachstán. Počátkem srpna začínají bekasiny větší migrovat přes střední Asii a střední a jihovýchodní Evropu na jih do subsaharské Afriky. Během tahu je lze ve velkých počtech zahlédnout hlavně v Turecku, na Kypru, v Tunisku, Egyptě a Etiopii. Evropskou zimu tráví v Africe od Senegalu na západě po Čad na východně a na jih po Namibii, Botswanu a Jihoafrickou republiku.

### Česko
Pravidelně v malém počtu protahuje i Českem. Faunistická komise České společnosti ornitologické eviduje mezi lety 1969–2013 celkem 57 pozorování, z nichž k většině došlo na jaře nebo koncem léta / počátkem podzimu. Pozorování bekasiny větší na území Česka od roku 2014 již nejsou posuzována, ale pouze registrována.

## Biologie a ekologie

### Hlas

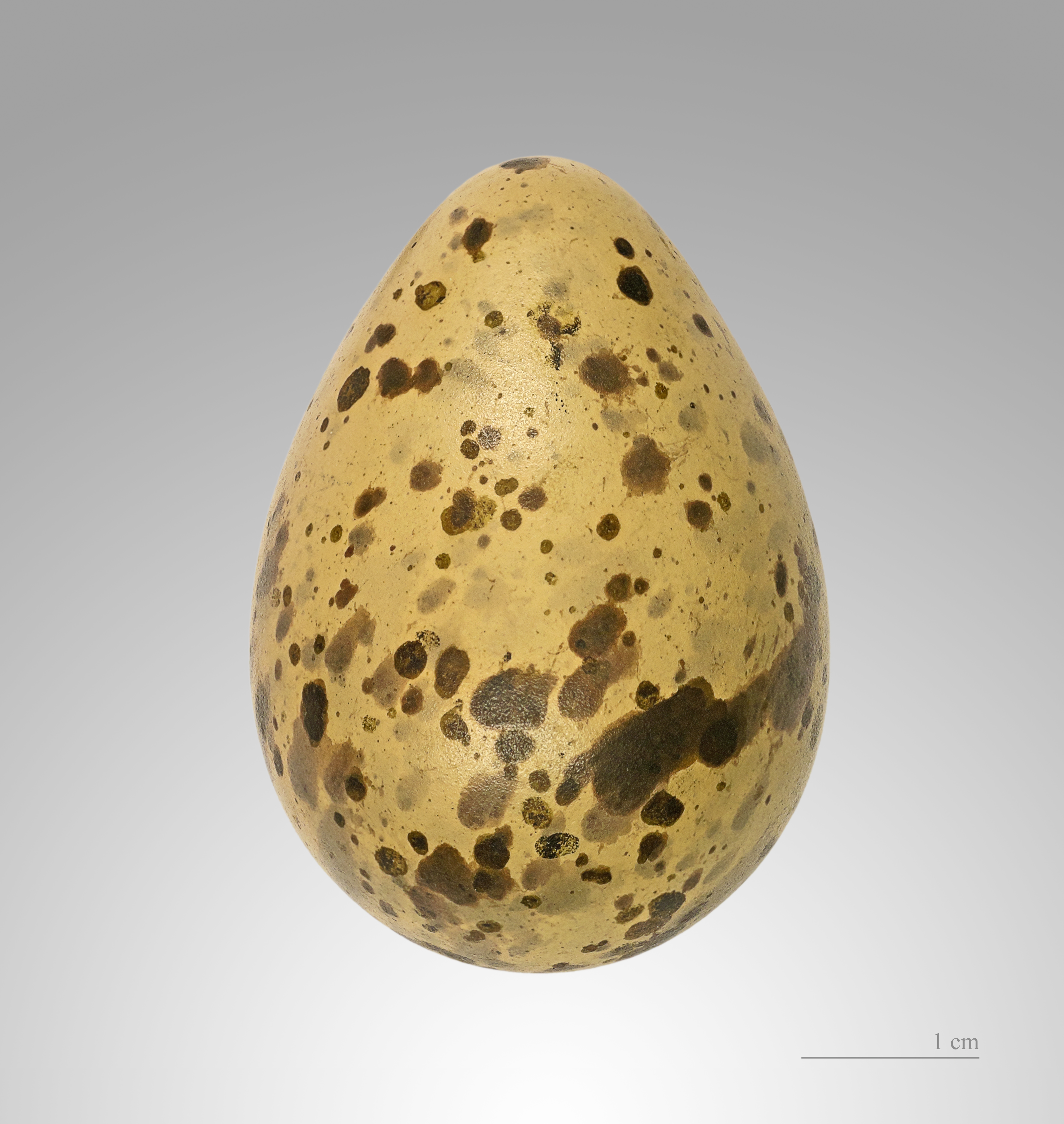
Vejce bekasiny větší

Bekasina větší je většinou tichá. Při vyrušení vydává hrdelní zvuk. Samci se v době páření ozývají 4–6 vteřin dlouhým voláním, které lze rozdělit na tři části. Začíná rychlým stoupavým a poté klesajícím srkáním, po kterém následuje zrychlující se vrkání připomínající dopad pingpongového míčku a nakonec bekasina vydá hlasitý naříkavý hvizd.

### Hnízdění
K zahnízdění dochází od konce dubna do počátku července. Bakasina větší je polygamní s lekovým systémem rozmnožování, avšak hnízdní samostatně. Hnízdní stanoviště utváří záplavové nížiny, močálovité oblasti, tundra i travnaté louky se spoře rostoucími keři do nadmořské výšky 1200 m n. m. Hnízdiště jsou spojována s vlhkem a podmáčenými oblastmi, avšak může zahnízdit i v sušších biotopech. Preferuje hlavně oblasti s dostatečným množstvím bezobratlých živočichů v půdě, kteří tvoří základ jídelníčku bekasiny. Samci bekasin větších se během toku shromažďují na pláccích poblíž samic (lekovištích), kde předvádí různé vizuální pózy samicím, jako je vzpřímený postoj s vypnutou hrudí a roztaženým ocasem, během kterého vydávají různé zvuky a povylétávají to vzduchu. Stavbu hnízda i inkubaci zajišťuje pouze samice.

### Migrace

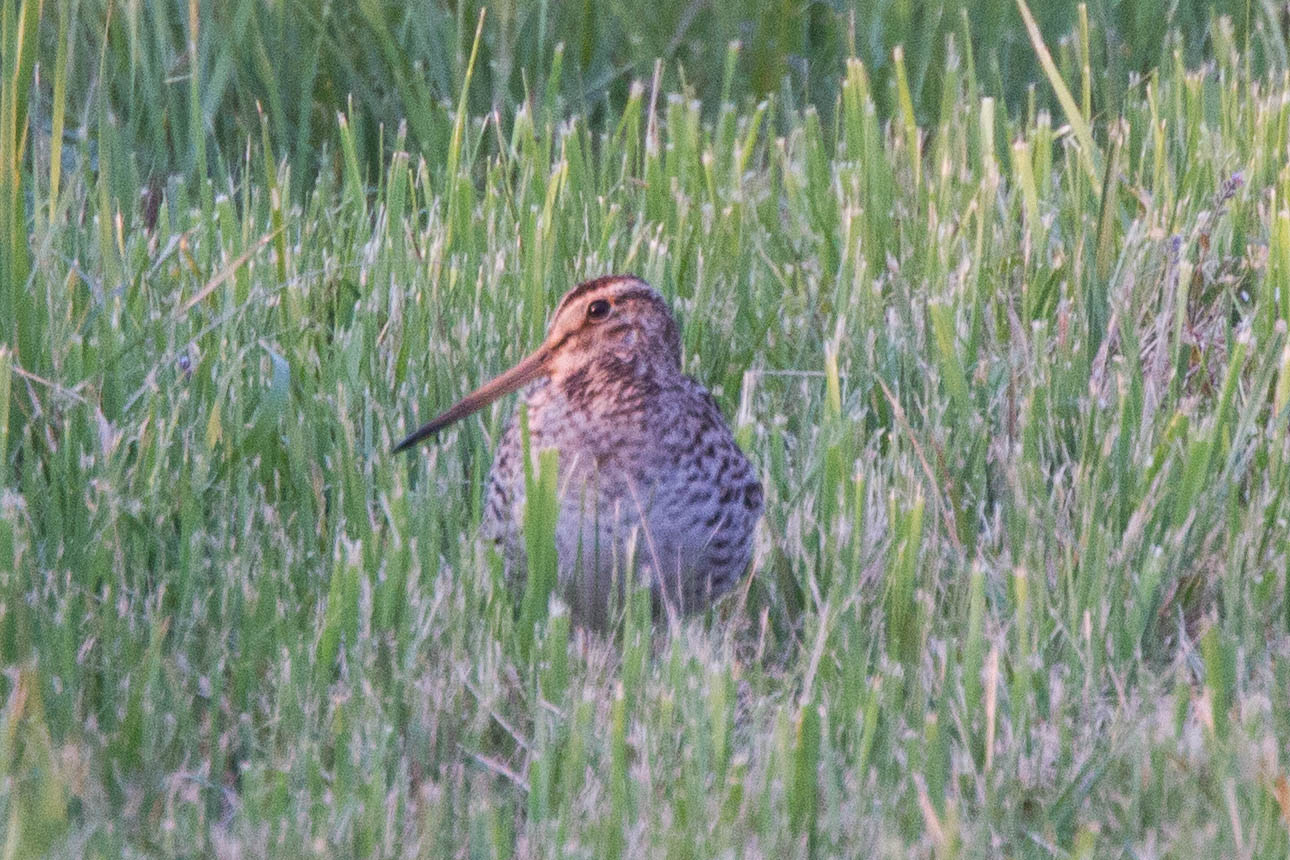
Bekasina větší v travnatém podrostu

Bekasiny větší každoročně táhnou mezi hnízdišti v palearktické oblasti a subsaharskou Afrikou. Tah na jih započíná počátkem srpna, a na africká zimoviště bekasiny dolétávají po skončení období dešťů.
Studie švédských bekasin ukázaly, že tito ptáci během tahu mezi Švédskem a Afrikou podnikají nepřetržité lety v délce 4 000–7 000 km, trvající asi 50–100 hodin. Bekasiny při těchto letech dosahují rychlosti letu až 90 km / h a během svítání a soumraku mění nadmořskou výšku letu. V noci létají v průměru ve výšce kolem 2000 m nad mořem, ve dne se pohybují ve výšce kolem 4000 m. Studie z roku 2021 zaznamenala bekasiny ve výšce 6000 m a jednoho ptáka dokonce ve výšce 8700 m n. m., což je pravděpodobně nejvyšší zaznamenaná nadmořská výška u tažného ptáka.

## Ohrožení
Mezinárodní svaz ochrany přírody hodnotí druh jako téměř ohrožený. Celková populace druhu se odhaduje na 200–380 tisíc jedinců a vykazuje klesající tendenci. Na vině je hlavně degradace a ztráta přirozeného hnízdního prostředí v Rusku a na Ukrajině, kde dochází k přeměně hnízdišť do intenzivně obdělávaných zemědělských polí, močálovité oblasti jsou vysoušeny a říční nížiny zaplavovány při stavbách přehradních nádrží. Druh také čelí tlaku lovců ve východní Evropě i jinde.